# Dominik Illovszky
Dominik Márk Illovszky (* 4. Januar 2002) ist ein ungarischer Leichtathlet, der sich auf den Sprint spezialisiert hat.

## Sportliche Laufbahn
Erste internationale Erfahrungen sammelte Dominik Illovszky beim Europäischen Olympischen Jugendfestival (EYOF) in Győr, bei dem er im 100-Meter-Lauf in 10,73 s den vierten Platz belegte und mit der ungarischen 4-mal-100-Meter-Staffel nicht das Ziel erreichte. Im Jahr darauf gewann er dann bei den U18-Europameisterschaften ebendort in 10,70 s die Silbermedaille über 100 Meter und kurz darauf schied er bei den U20-Weltmeisterschaften in Tampere mit 40,84 s mit der Staffel im Vorlauf aus. Im Oktober startete er bei den Olympischen Jugendspielen in Buenos Aires und erreichte dort Rang 21. 2019 belegte er beim EYOF in Baku in 10,75 s den sechsten Platz über 100 Meter und erreichte mit der ungarischen Sprintstaffel (1000 Meter) nach 1:56,31 min Rang fünf. 2021 startete er im 60-Meter-Lauf bei den Halleneuropameisterschaften in Toruń und schied dort mit 6,80 s in der ersten Runde aus. Im Juli belegte er bei den U20-Europameisterschaften in Tallinn in 10,46 s den sechsten Platz über 100 m und wurde mit der 4-mal-100-Meter-Staffel im Vorlauf disqualifiziert. Anschließend schied er bei den U20-Weltmeisterschaften in Nairobi mit 10,51 s im Halbfinale über 100 m aus. Im Jahr darauf schied er bei den Hallenweltmeisterschaften in Belgrad mit 6,67 s in der ersten Runde über 60 Meter aus. 
2023 erreichte er bei den Halleneuropameisterschaften in Istanbul das Halbfinale über 60 Meter und schied dort mit 6,77 s aus. Im Juni wurde er bei der 2. Liga der Team-Europameisterschaft im Rahmen der Europaspiele in Chorzów in 39,67 s Dritter in der 4-mal-100-Meter-Staffel und im Juli schied er bei den U23-Europameisterschaften in Espoo mit 10,56 s im Vorlauf über 100 Meter aus. Anschließend verpasste er bei den Weltmeisterschaften in Budapest mit 39,55 s den Finaleinzug mit der Staffel. 2025 erreichte er bei den Halleneuropameisterschaften in Apeldoorn erneut das Semifinale über 60 Meter und schied dort mit 6,65 s aus. Ende Juni wurde er bei der 1. Liga der Team-Europameisterschaft in Madrid in 10,25 s Zweiter im B-Lauf über 100 Meter und wurde in 39,26 s Sechster im B-Lauf in der 4-mal-100-Meter-Staffel. Anschließend belegte er bei den World University Games in Bochum in 10,55 s den achten Platz über 100 Meter und wurde mit der Staffel im Vorlauf disqualifiziert.
In den Jahren 2021 und 2022 wurde Illovszky ungarischer Meister im 100-Meter-Lauf sowie von 2020 bis 2023 auch in der 4-mal-100-Meter-Staffel. Zudem wurde er 2022, 2023 und 2025 Hallenmeister im 60-Meter-Lauf.

## Persönliche Bestzeiten
- 100 Meter: 10,25 s (+2,0 m/s), 17. Juni 2025 in Banská Bystrica
  - 60 Meter (Halle): 6,58 s, 8. März 2025 in Apeldoorn
- 200 Meter: 21,79 s (+2,0 m/s), 10. Juli 2022 in Miskolc